# Hello Goodbye (programma televisivo)
Hello Goodbye, è stato un programma televisivo italiano di genere reality, prodotto da DUE B ispirato ad un format olandese, andato in onda per la prima volta dal 17 ottobre 2016 su Rete 4, per poi passare su Real Time dal 6 aprile 4 maggio 2018.

## Il programma
Il programma ha trattato di grandi storie originate dalle partenze e dagli arrivi nell'aeroporto di Malpensa.

## Edizioni
| Edizione | Inizio          | Fine             | Conduzione    | Puntate    | Rete televisiva |
| -------- | --------------- | ---------------- | ------------- | ---------- | --------------- |
| 1ª       | 17 ottobre 2016 | 27 febbraio 2017 | Marco Berry   | 15         | Rete 4          |
| 2ª       | 6 aprile 2018   | 4 maggio 2018    | Pablo Trincia | cancellata | Real Time       |

### Prima edizione (2016 - 2017)
La prima edizione ѐ andata in onda dal 17 ottobre 2016 al 27 febbraio 2017 su Rete 4, con la conduzione di Marco Berry.

#### Ascolti
| Puntata | Data             | Telespettatori | Share |
| ------- | ---------------- | -------------- | ----- |
| 1       | 17 ottobre 2016  | 414.000        | 3.8%  |
| 2       | 24 ottobre 2016  | 388.000        | 3.4%  |
| 3       | 31 ottobre 2016  | 426.000        | 3.8%  |
| 4       | 7 novembre 2016  | 474.000        | 4.19% |
| 5       | 14 novembre 2016 | 410.000        | 3.4%  |
| 6       | 21 novembre 2016 | 416.000        | 3.49% |
| 7       | 28 novembre 2016 |                |       |
| 8       | 9 gennaio 2017   |                |       |
| 9       | 16 gennaio 2017  |                |       |
| 10      | 23 gennaio 2017  |                |       |
| 11      | 30 gennaio 2017  |                |       |
| 12      | 6 febbraio 2017  |                |       |
| 13      | 13 febbraio 2017 |                |       |
| 14      | 20 febbraio 2017 |                |       |
| 15      | 27 febbraio 2017 |                |       |

### Seconda edizione (2018)
La seconda edizione ѐ andata in onda dal 6 aprile al 4 maggio 2018 su Real Time, con la conduzione di Pablo Trincia. il 4 maggio 2018 Real Time annuncia la cancellazione definitiva della trasmissione per bassi ascolti.

#### Ascolti
| Puntata | Data           | Telespettatori | Share |
| ------- | -------------- | -------------- | ----- |
| 1       | 6 aprile 2018  | 332.000        | 1.6%  |
| 2       | 13 aprile 2018 |                |       |
| 3       | 20 aprile 2018 |                |       |
| 4       | 27 aprile 2018 |                |       |
| 5       | 4 maggio 2018  |                |       |